# ポルノ時代劇 忘八武士道
『ポルノ時代劇 忘八武士道』（ポルノじだいげき ぼうはちぶしどう）は、1973年公開の日本映画。小池一夫原作、小島剛夕画の漫画『忘八武士道』の映像化で、監督は石井輝男、本格的な時代劇でありながらも、R-18（旧成人映画）指定に分類された時代劇である。

## あらすじ
明日死能は、役人に追われ、やむを得ず橋から川へと飛び降り、白首の袈裟蔵を首領とする集団により救助された。吉原の総名主に気に入れられた明日死能は、彼の客人として働くこととなり、吉原の人たちにとっては目障りな、私娼狩りの手伝いをする。老中は、忍者集団である黒鍬者に、明日を亡き者にするよう命じる。

## スタッフ
- 監督：石井輝男
- 企画：俊藤浩滋、橋本慶一、三村敬三
- 原作：小池一雄、小島剛夕
- 脚本：佐治乾
- 撮影：鈴木重平
- 美術：吉村晟
- 音楽：鏑木創
- 録音：中山茂二
- 照明：若木得二
- 編集：市田勇
- 助監督：篠塚正秀
- スチール：中山健司

## 配役
- 丹波哲郎：明日死能
- ひし美ゆり子：お紋
- 伊吹吾郎：白首袈裟蔵
- 遠藤辰雄：大門四郎兵衛
- 久野四郎：玉出しの姫次郎
- 佐藤京一：片目の勘次
- 一の瀬レナ：お時
- 城恵美
- 池島ルリ子：お甲
- 相川圭子：お陸
- 小林千枝：遊女
- 北川マキ：遊女
- 由貴リエ：湯女
- 原田君事：おけらの金六
- 小島慶四郎：湯屋の客侍
- 鈴木康弘：やくざの親分
- 土橋勇：浪人
- 宮城幸生：浪人
- 滝義郎：浪人
- 蓑和田良太：茶屋の客侍
- 浪花五郎：屋台の老人
- 畑中伶一：荷馬車の男
- 関戸純方：十手者
- 島田秀雄：男
- 笹木俊志：多門伝八郎
- 野口貴史：町奉行同心
- 人見きよし：瓦版売り
- 川谷拓三： 黒鍬者
- 深江章喜：加太三次郎
- 内田良平：黒鍬の小角